# نيزك

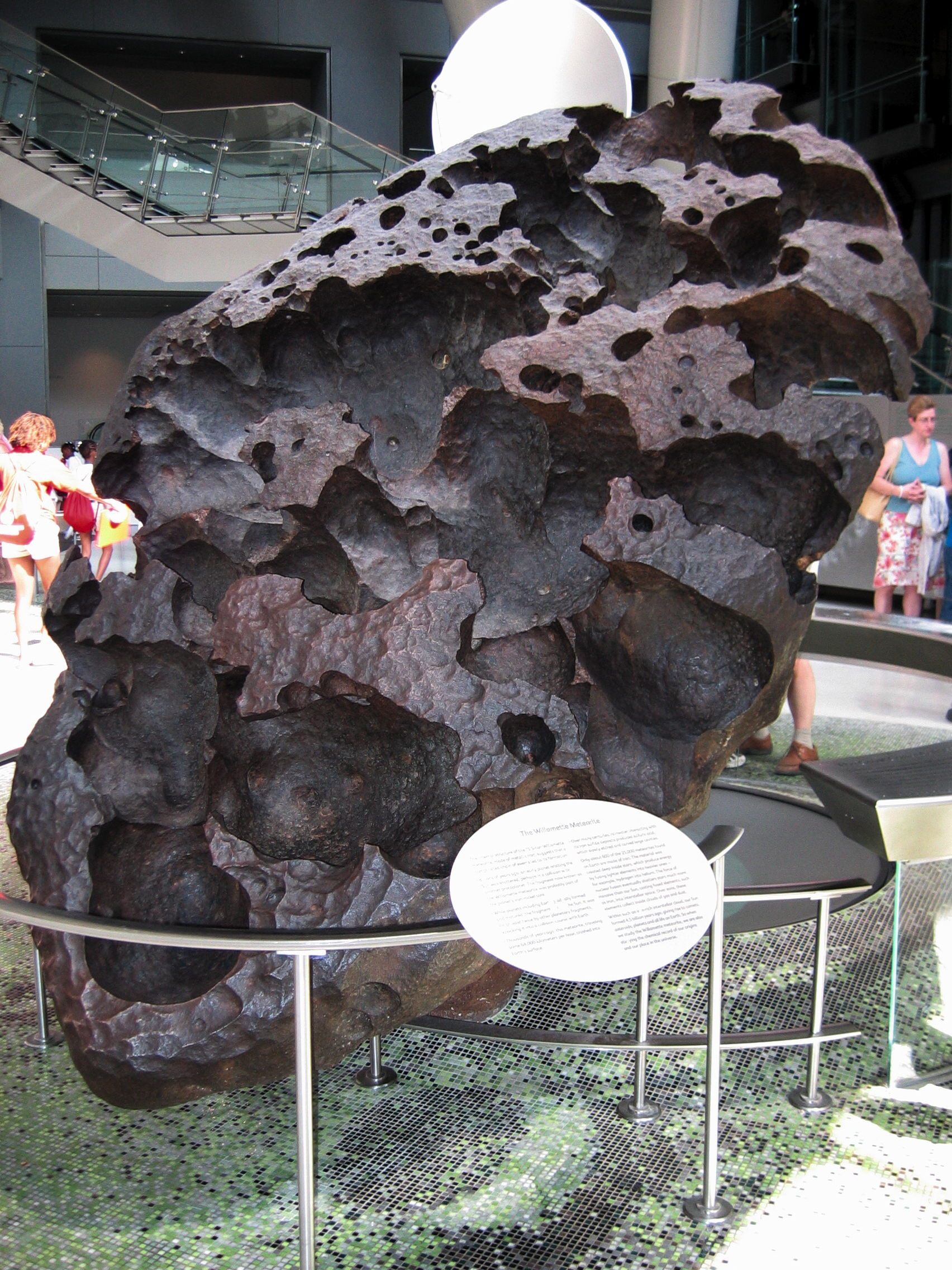
نيزك ويلاميت وجد في ولاية أوريغون بالولايات المتحدة.

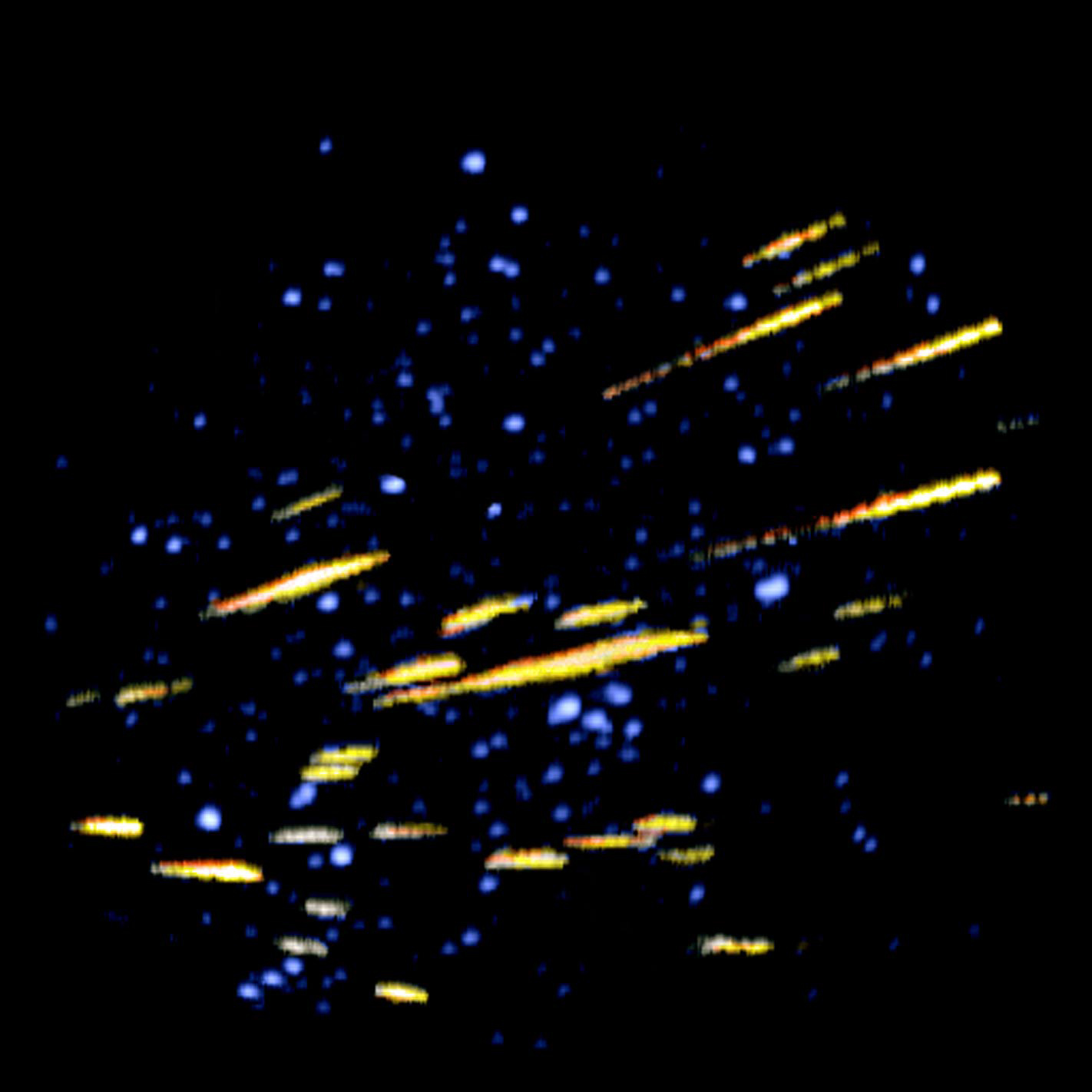
صورة فوتوغرافية لجزء من السماء أثناء وابل شهبي استمر لفترة ممتدة من الوقت. تظهر الشهب في الواقع لثوانٍ معدودة، وقد تستمر حتى عدة دقائق وذلك بشكل متقطع.

النَيزَك (معرب من الفارسية: نیزه) جسيم يوجد في النظام الشمسي ويتكون من حطام الصخور وقد يكون في حجم حبيبات الرمل الصغيرة أو في حجم جلمود. إن المسار المرئي للنيزك الذي يدخل الغلاف الجوي الخاص بكوكب الأرض (أو بأي جسم آخر) يعرف باسم الشهاب، كما أن الاسم الشائع له هو «الشهاب الساقط». أما إذا وصل النيزك إلى سطح الأرض، فإنه في هذه الحالة يعرف باسم الحجر النيزكي. وهناك العديد من الشهب التي تعد جزءًا من زخات الشهب. وكلمة نيزك في الإنجليزية تعني "meteoroid" وأصلها "meteor" وهي كلمة مشتقة من الكلمة (اليونانية "meteōros") وتعني «مرتفع في الهواء».

## نبذة تاريخية
على الرغم من أن الشهب الساقطة كانت تعرف منذ أزمنة بعيدة، فإن هذه الظاهرة لم تعتبر ظاهرة فلكية إلا في أوائل القرن التاسع عشر.
قبل ذلك، كانت تتم رؤيتها في الغرب على أنها ظاهرة طبيعية مثل البرق والرعد. إلا أنه لم يتم الربط بينها وبين القصص الغريبة عن الصخور المتساقطة من السماء. ولقد كتب توماس جيفرسون قائلاً: «لقد بدأت أعتقد بشكل أكثر سهولة أن الأستاذ يانكي سوف يزعم أن هذه الأحجار تسقط من السماء». وهو هنا يشير إلى البحث الذي أجراه بنيامين سيليمان وهو أحد أساتذة الكيمياء في جامعة يال، على الشهاب الذي وقع في مدينة وينستون عام 1807 بولاية كونيكتيكات. فلقد اعتقد سيليمان أن الشهب ظاهرة لها أصل كوني، إلا أن دراسة الشهب لم تجذب انتباه علماء الفلك حتى ظهور «عاصفة الشهب الهائلة في نوفمبر 1833». ففي ذلك الوقت، شاهد جميع الأشخاص في شرق الولايات المتحدة الأمريكية آلاف الشهب التي كانت تنطلق من نقطة واحدة في السماء. ولقد لاحظ المراقبون الأذكياء أن نقطة تلاقي النيازك، وذلك كما يتم تسميتها الآن، تتحرك مع مجموعة النجوم المكونة لبرج الأسد.
لقد قام عالم الفلك دينسون أولمستيد بعمل دراسة موسعة على هذه العاصفة، وقد خلص من هذه الدراسة إلى أن هذه الظاهرة لها أصل كوني. كما أن العالم هاينريش أولبرز قد توقع تكرار هذه العاصفة مرة أخرى في عام 1876 وذلك بعد مراجعة السجلات التاريخية، الأمر الذي جذب انتباه علماء الفلك الآخرين. ولكن العمل التاريخي الذي قام به العالم هربرت نيوتن والذي اتصف بأنه أكثر شمولية، قد أدى إلى تعديل التنبؤ السابق ليصبح في عام 1866، الأمر الذي ثبتت صحته فيما بعد. إلى أن نجح جيوفاني سكيابارلي في الربط بين شهب الأسديات (تيار دوري من الشهب مركزه برج الأسد) ومذنب تمبل تتل (Tempel-Tuttle)، أصبح وجود أصل كوني للشهب من الأمور المؤكدة والمثبتة الآن. ولكن لا تزال هذه الشهب والنيازك مجرد ظاهرة جوية، حتى أن كلمة شهاب في اللغة الإنجليزية تعني "meteor" وهي كلمة مشتقة من الكلمة اليونانية التي تعني بالإنجليزية "atmospheric".

## نيازك النظام الشمسي

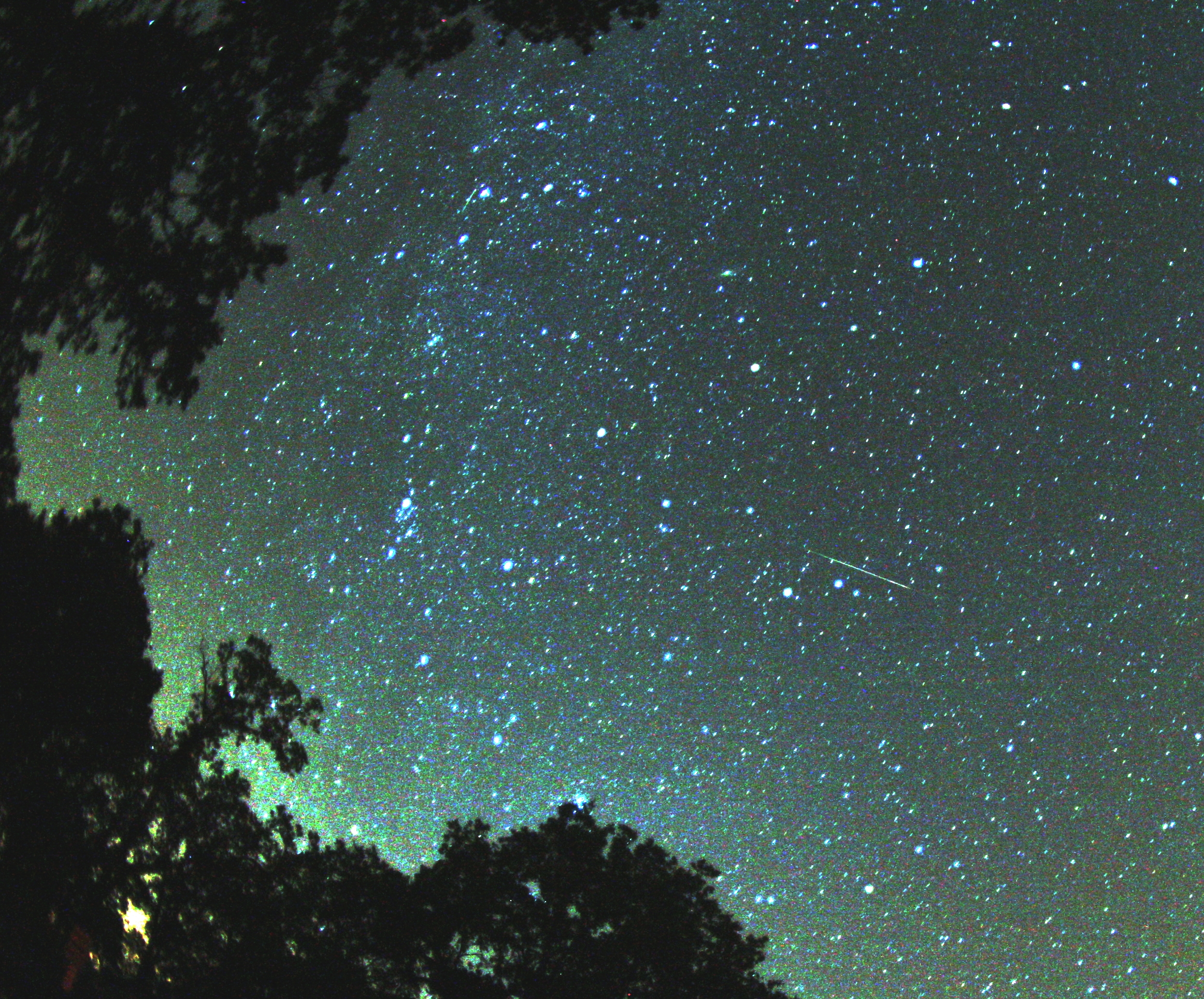
شهاب في السماء (وربما شهابان !) وخلفية درب التبانة.

إن التعريف الرسمي الحالي الذي وضعه الإتحاد الفلكي الدولي لمصطلح النيزك يوضح أنه جسم صلب يسبح في الفضاء بين الكواكب السيارة الأخرى، وقد يكون حجمه أصغر إلى حد كبير من حجم الكويكب (قطر نحو 250 متر) ولكنه أكبر إلى حد كبير أيضًا من حجم الذرة. ولقد قدمت الجمعية الملكية للفلك تعريفًا جديدًا تصف فيه النيزك بأن عرضه يتراوح ما بين 100 ميكرومتر و10 أمتار. والتعريف الجديد يدخل في هذا التصنيف أجسام أكبر حجمًا قد يصل قطرها إلى 50 متر.
الأجسام الأقل حجماً يتم تصنيفها على انها النيازك الدقيقة أو تصنف كـغبار كوني.
تتحرك النيازك حول الشمس في مجموعة متنوعة من المدارات كما أنها تدور بسرعات مختلفة. وأسرع هذه النيازك يتحرك بسرعة ما يقرب من 26 ميل في الثانية (42 كيلومتر في الثانية). أما الأرض فتدور بسرعة ما يقرب من 18 ميل في الثانية (29 كيلومتر في الثانية). لذا، عندما تدخل النيازك في الغلاف الجوي للأرض رأسيًا، فإن السرعة المشتركة لها جميعًا تصل إلى ما يقرب من 44 ميل في الثانية (71 كيلومتر في الثانية).
وفي وقت قريب تمكن فريق من العلماء من العثور في قشرة الأرض على تركيز من مادة الإيريديوم الموجودة عادة في المواد الفضائية، وتشكل دليلا على آثار مذنبات أو نيازك. وهذا الاكتشاف يعزز فرضية اصطدام لمذنب أو نيزك منذ مائتي مليون سنة تلاها بسرعة نسبيا ظهور الديناصورات في الحقبة الجوراسية على حساب أصناف أخرى انقرضت أو ضعفت.
واكتشف العلماء أن الديناصورات العملاقة بدأت تحتل مكانة كبيرة بعد بدء الحقبة الجوراسية منذ حوالي 250 مليون سنة والانتقال بين آثار ديناصورات من الحقبتين الترياسية والجوراسية تم في فترة قصيرة نسبيا تمتد حوالي خمسين ألف سنة، وتتسم بانقراض أصناف أخرى بأعداد كبيرة. وتتسم هذه الحقبة بكثرة مادة الإيريديوم، وهذا ما يشير إلى تأثير من الفضاء.

### مكونات النيازك
1- النيازك الحديدية Iron Meteorites : ومتكونة من أكثر من 98% من الحديد والنيكل.
2- النيازك الحديدية الحجرية Stony-Iron Meteorites: نصفها مكوّن تقريباً من الحديد والنيكل والنصف الآخر من نوع الصخر المعروف باسم الـ«أوليفين».
3- النيازك الحجرية Stony Meteorites: التي تشمل على حجارة، وتقسم حجارتها إلى عدة أنواع.
يمكن تحديد مكونات النيازك عندما تمر من الغلاف الجوي للأرض، وذلك عن طريق المسار المنحني الذي تسلكه والطيف الضوئي للشهب الناتجة. ويساعد تأثير هذه الظواهر على الموجات اللاسلكية في توفير المعلومات التي تكون مفيدة بشكل خاص في حالة الشهب التي تحدث بالنهار والتي يكون من الصعب ملاحظتها إذا لم يحدث ذلك. فمن خلال قياس المسارات المنحنية، تم اكتشاف أن النيازك لها العديد من المدارات المختلفة، فبعضها يتجمع في شكل سيل عادة ما يكون مصحوبًا بالمذنب الأم، ولكن هناك نيازك أخرى تظهر وحيدة بشكل واضح. إن الطيف الضوئي بجانب القياسات الخاصة بكل من المسار المنحني الذي تسلكه النيازك ومنحنى الضوء، كل هذا يزودنا بمعلومات عن التركيبات والكثافات المختلفة والتي تتراوح ما بين أجسام هشة مثل كرات الثلج وتصل كثافتها إلى ربع كثافة الثلج  وبين صخور أخرى كثيفة وغنية بحديد النيكل.
هناك عدد صغير نسبيًا من النيازك تستطيع أن تخترق الغلاف الجوي للأرض ثم تخرج منه مرة أخرى ويطلق على هذه النيازك مصطلح Earth-grazing fireball (مثال ذلك: الكرات النارية الهائلة التي تساقطت في وضح النهار عام 1972). وجدير بالذكر أن الملايين من الشهب تنشأ يوميًا في الغلاف الجوي للأرض. والملاحظ أن معظم النيازك المسئولة عن تكون الشهب يبلغ حجمها حجم الحصاة. وتصبح هذه الشهب مرئية عندما تكون على بعد ما يقرب من 40 إلى 75 ميل (65 إلى 120 كيلومتر) فوق سطح الأرض. ولكن تتحطم هذه الشهب عندما تكون على ارتفاع 30 إلى 60 ميل (50 إلى 95 كيلومتر).

### التكتيت

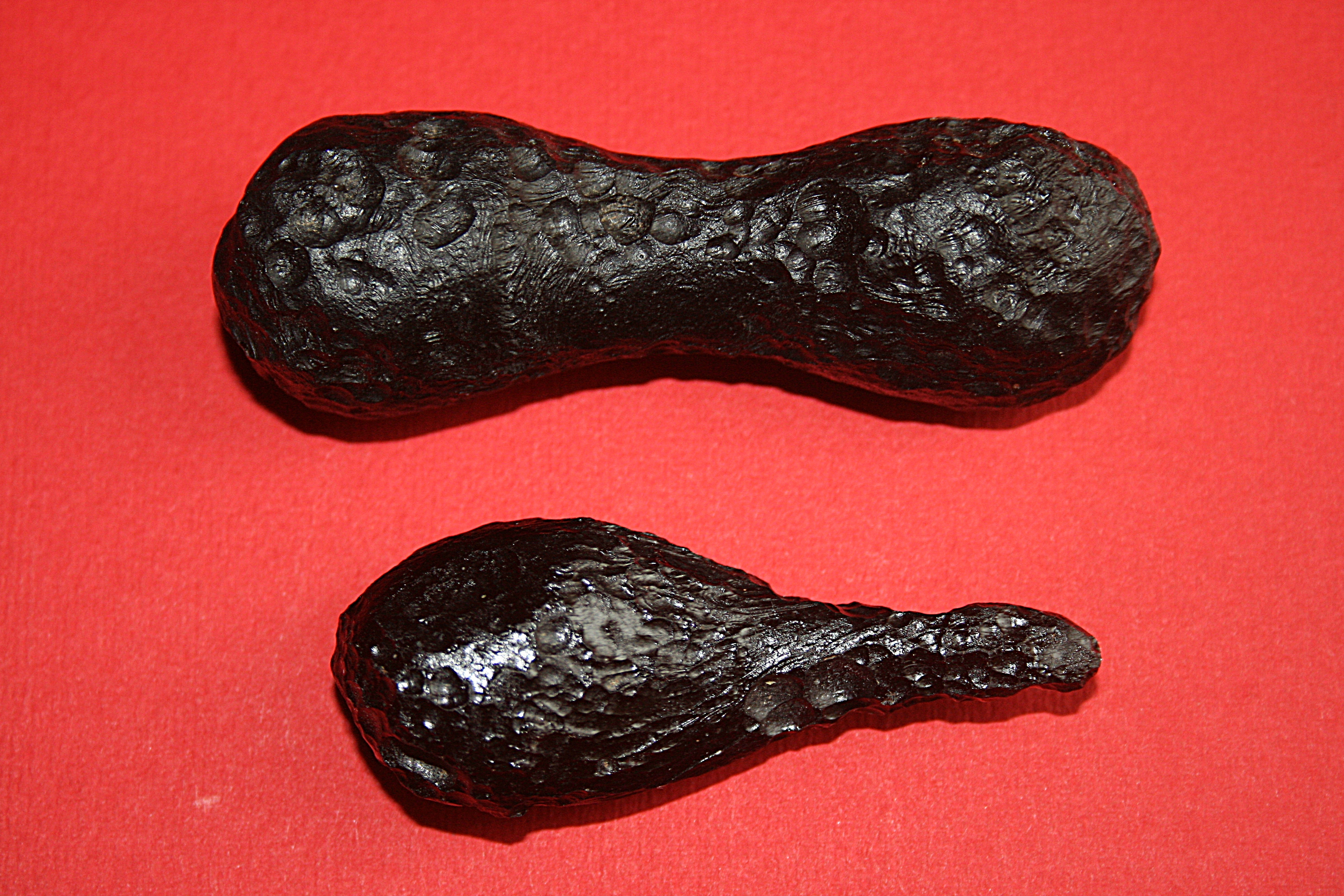
جسمين من التكتيت

## الشهب

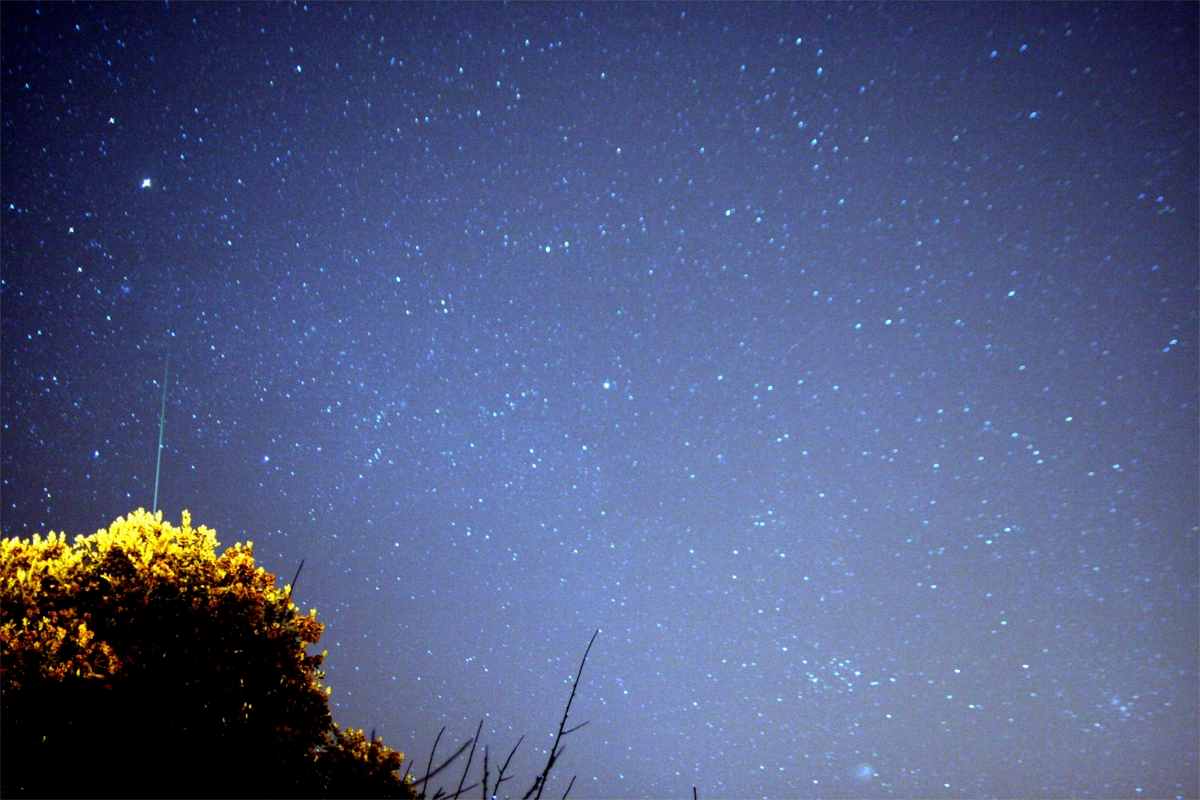
المذنب 17P/Holmes وGeminid.

## أشهر النيازك التي وصلت إلى سطح الأرض

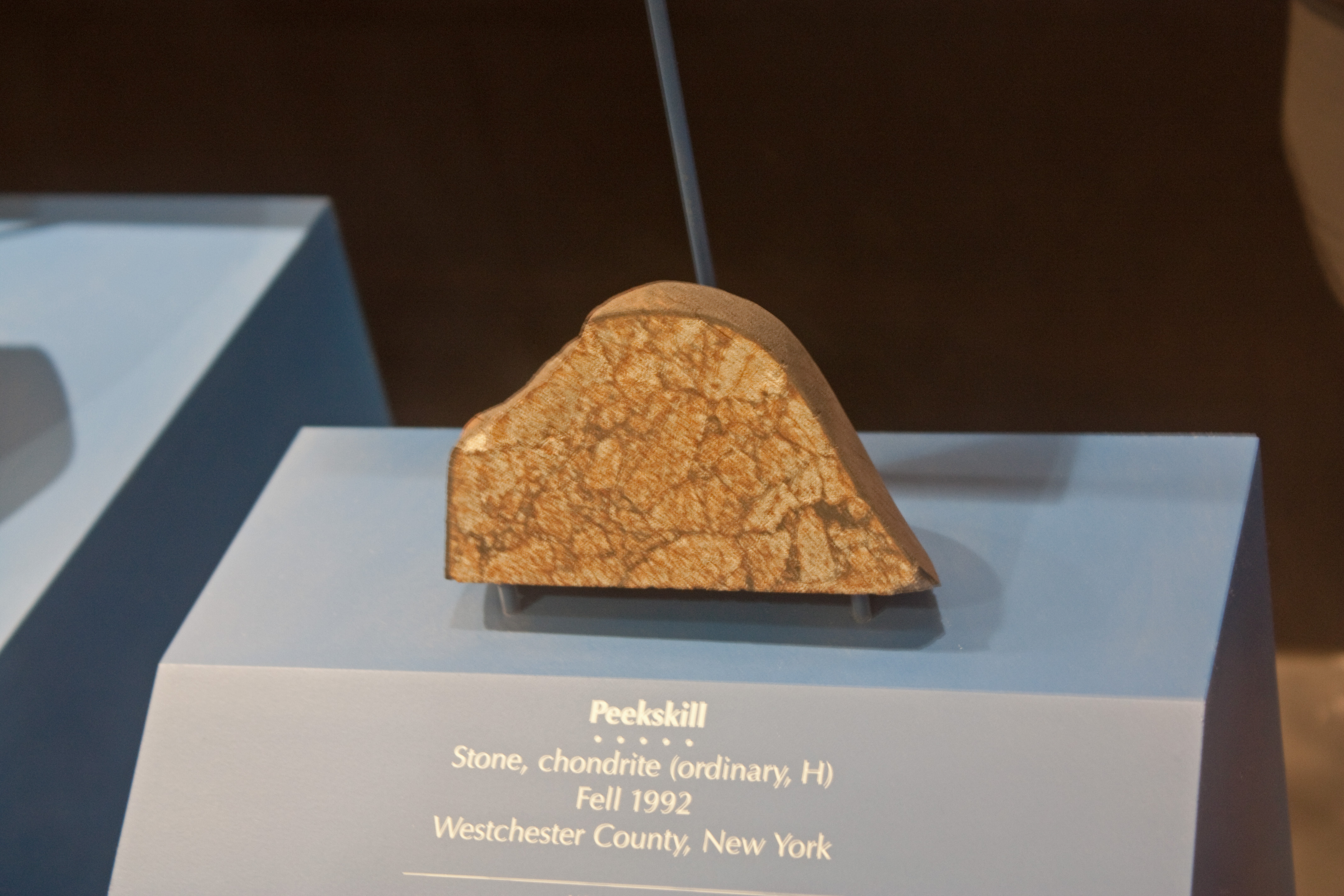
جزء من نيزك بيكسيكل بالمتحف الوطني للتاريخ الطبيعي

## بعض الصور

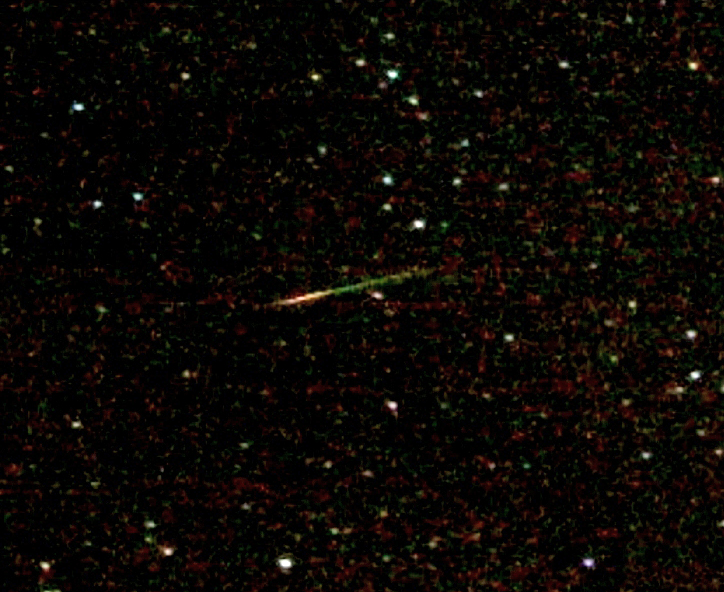
جباريات
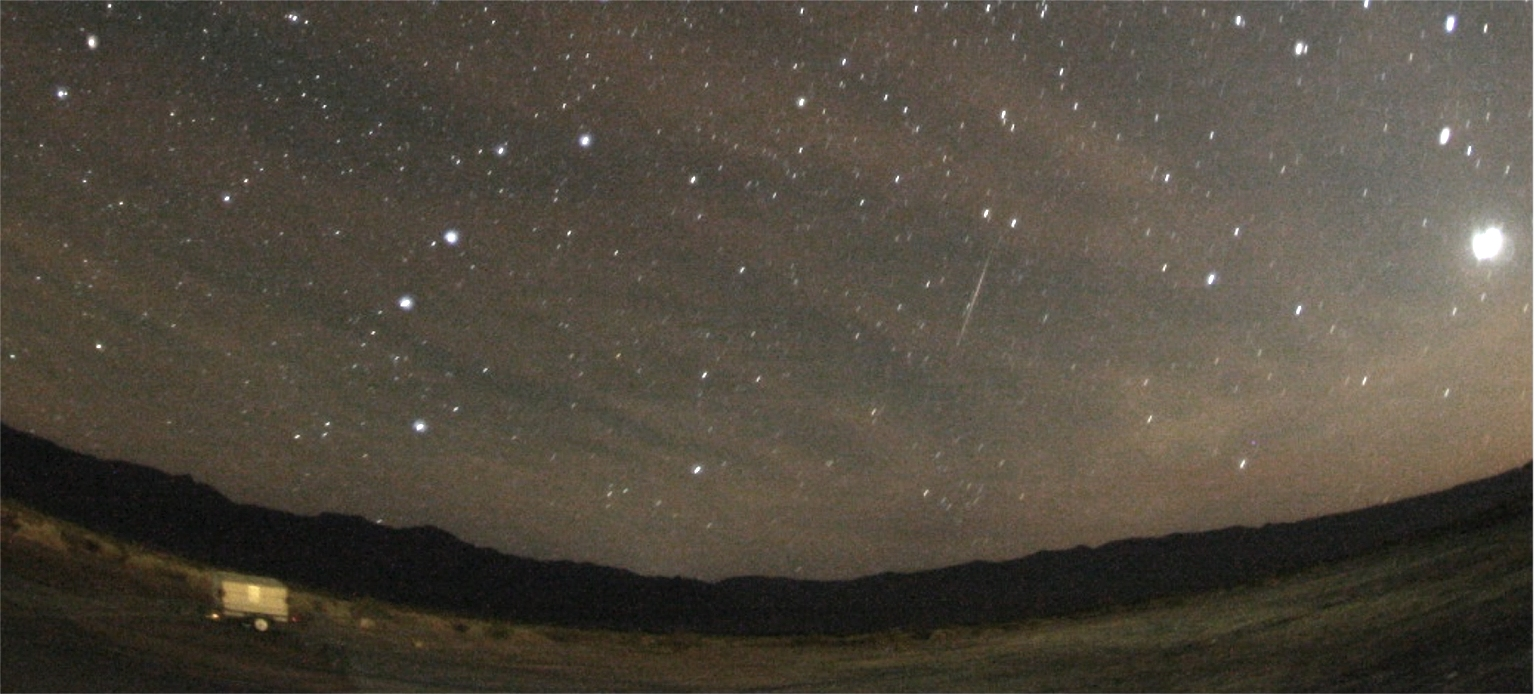
جباريات
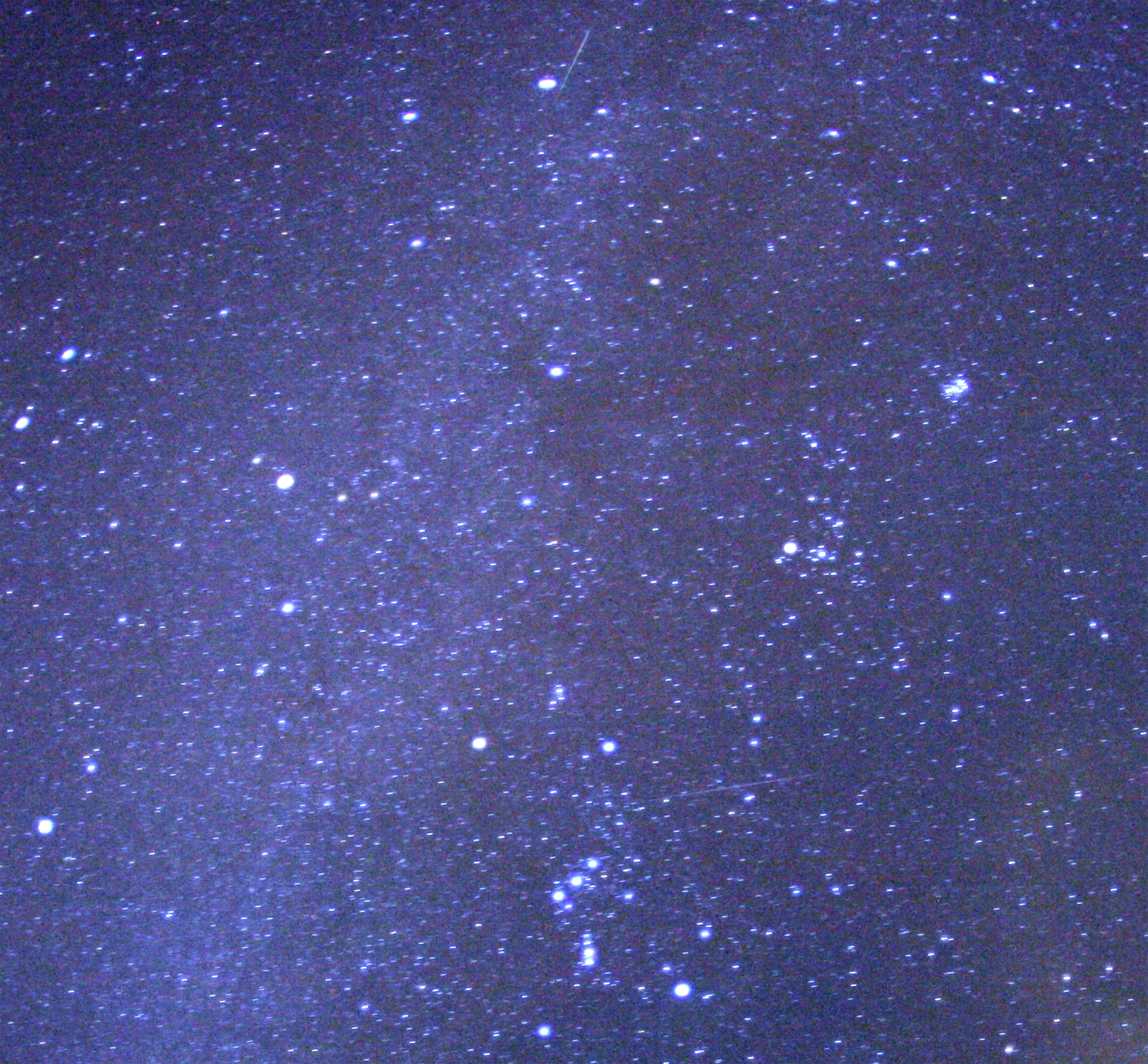
شهابان جبّاريّان ودرب التبانة
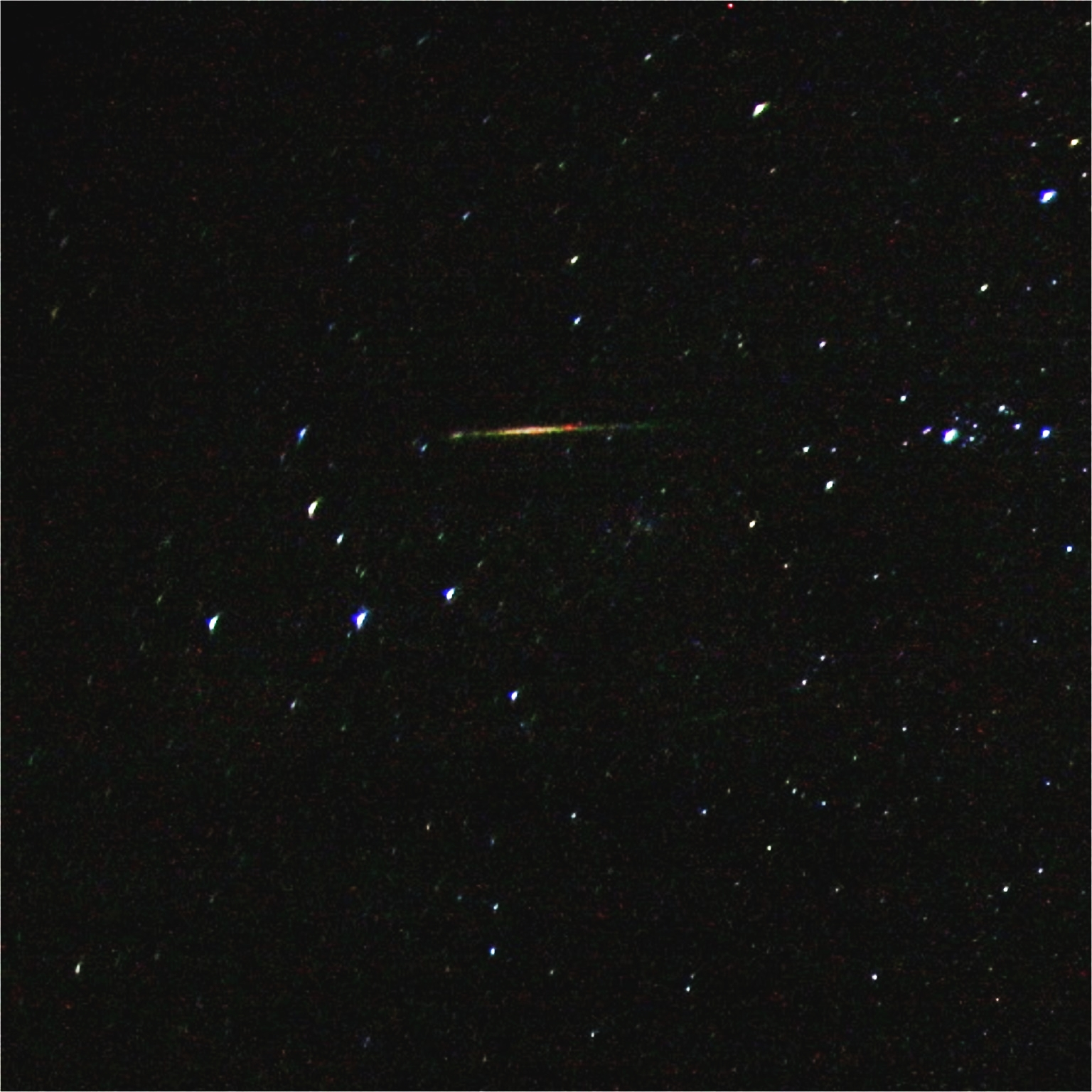
شهاب جبّاريّ متعدد الألوان
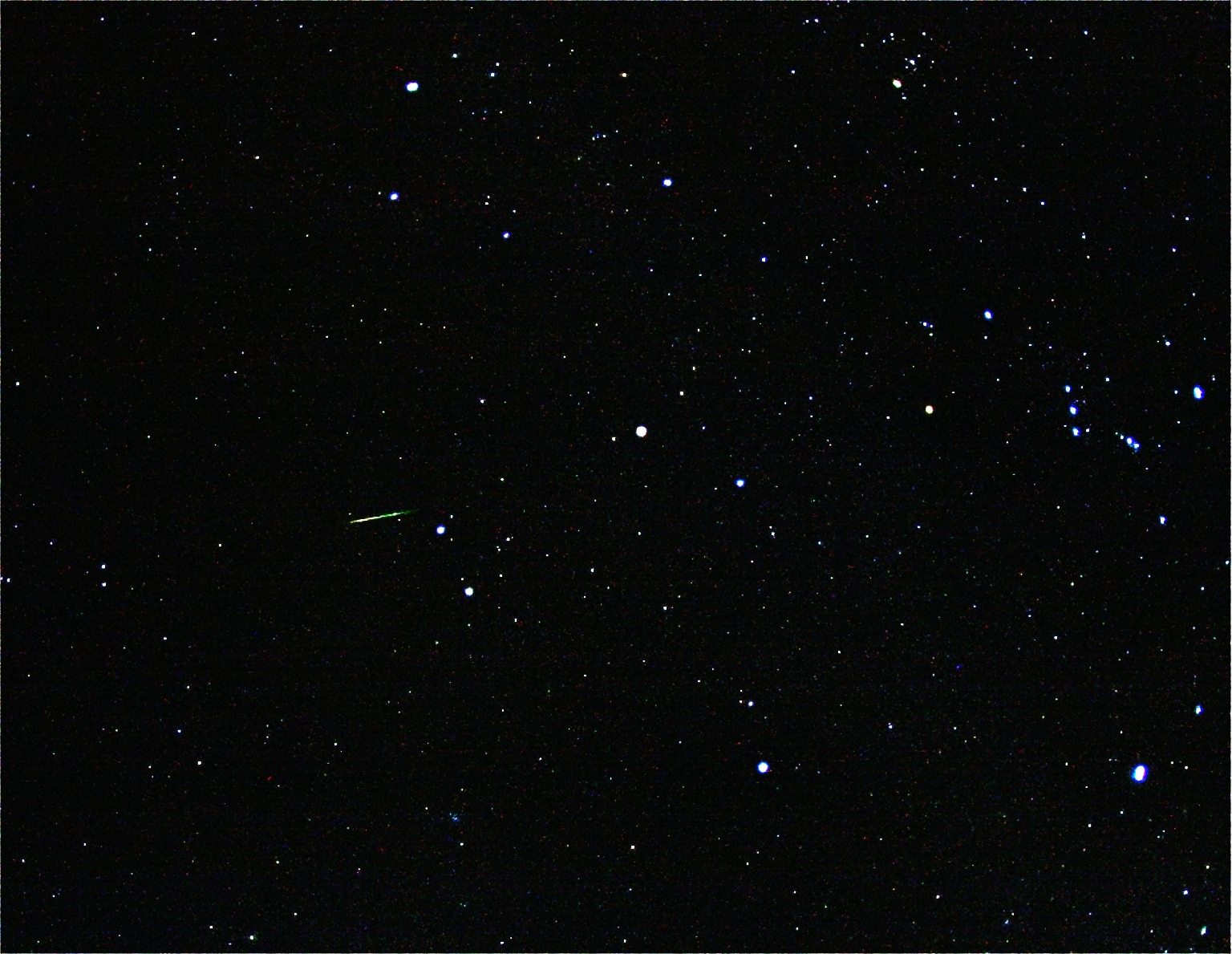
جباريات
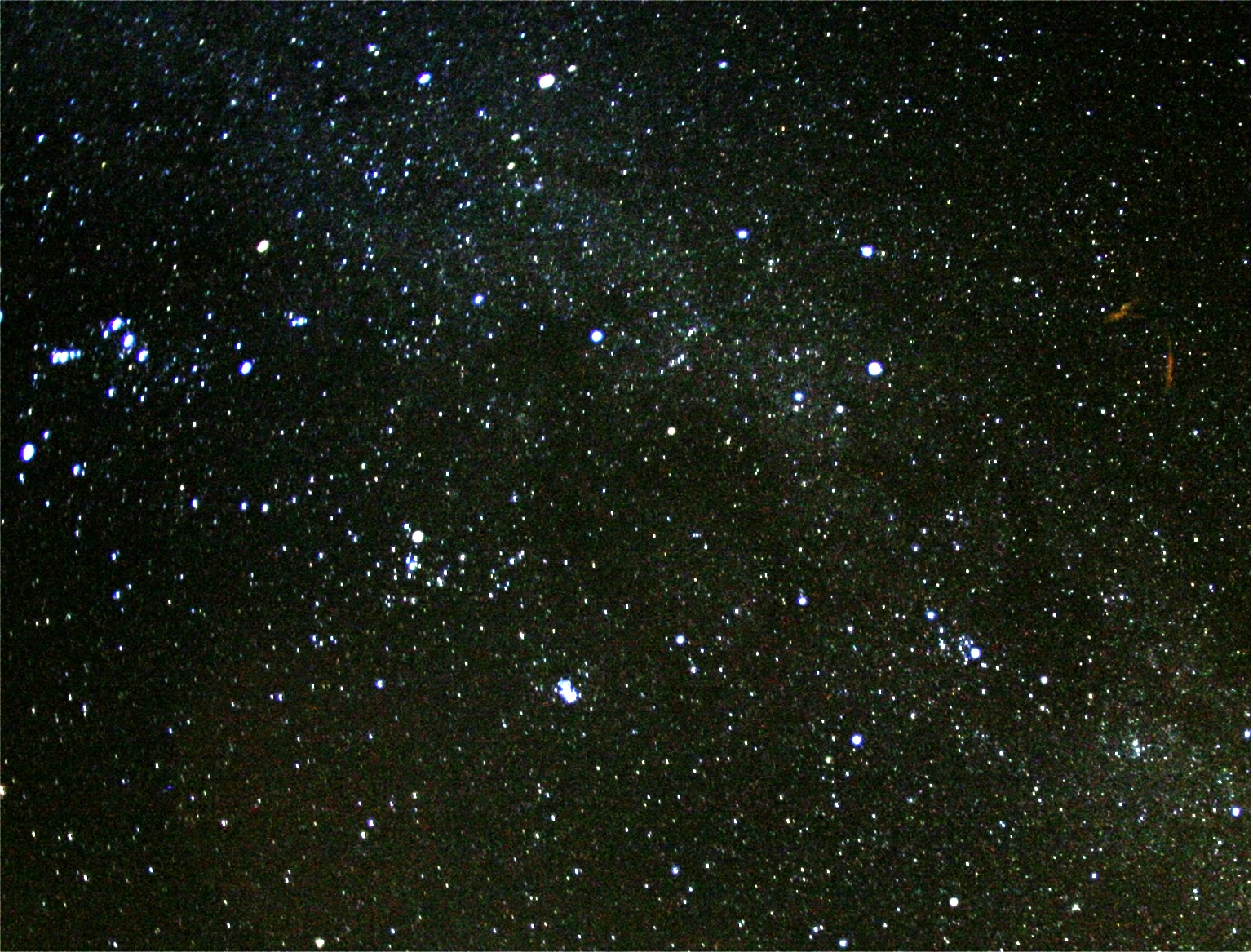
توضح الصورة الشهب الأكثر توهجًا أو الكرة النارية التي تترك ورائها ذيلاً دخانيًا بفعل الرياح المرتفعة، ويمكن رؤية ذلك في الجانب الأيمن من صورة الجباريات.